# Lijst van burgemeesters van Kamperveen
Dit is een lijst van burgemeesters van de voormalige Nederlandse gemeente Kamperveen in de provincie Overijssel totdat deze per 1 januari 1937 samen met de toenmalige gemeenten Zalk en Veecaten, Grafhorst, Wilsum werd toegevoegd aan de gemeente IJsselmuiden.
| Ambtsperiode | Naam burgemeester                               | Partij of stroming | Bijzonderheden                                                                                       |
| ------------ | ----------------------------------------------- | ------------------ | --- |
| 1811 - 1835  | Hendrik Alexander de Chalmot                    |                    | aanvankelijk maire                                                                                   |
| 1835 - 1838  | jhr.mr. Henri Assuerus Wttewaall van Stoetwegen |                    | tevens burgemeester van Wilsum (tot 1843)                                                            |
| 1838 - 1843  | Christianus Hendrikus Adolf Engelenberg         |                    | was burgemeester van Grafhorst; werd burgemeester van de gemeenten Grafhorst, Wilsum en IJsselmuiden |
| 1843 - 1861  | Johan Derk van Hasselt                          |                    | vanaf 1852 tevens burgemeester van Zalk en Veecaten; werd gedeputeerde van de provincie Overijssel   |
| 1861 - 1875  | jhr. Paulus Zeger Junius van Hemert             |                    | was burgemeester van Hasselt; tevens burgemeester van Zalk en Veecaten                               |
| 1875 - 1914  | Jules van Hasselt                               |                    | tevens burgemeester van Zalk en Veecaten                                                             |
| 1914 - 1931  | Peter van Vleuten                               |                    | tevens burgemeester van Zalk en Veecaten, daarvoor burgemeester van Genemuiden.                      |
| 1931 - 1937  | Jacob Adriaan Hardenberg                        |                    | tevens burgemeester van Zalk en Veecaten                                                             |